# Novojîtlivka, Krînîcikî
Novojîtlivka (în ucraineană Новожитлівка) este un sat în comuna Andriivka din raionul Krînîcikî, regiunea Dnipropetrovsk, Ucraina.

## Demografie
Componența lingvistică a localității Novojîtlivka
     Ucraineană (93,41%)
     Rusă (6,59%)
Conform recensământului din 2001, majoritatea populației localității Novojîtlivka era vorbitoare de ucraineană (93,41%), existând în minoritate și vorbitori de rusă (6,59%).